# Башня Веселуха
Башня Веселуха (Лучинская башня, Криволучинская башня) — угловая шестнадцатигранная башня Смоленской крепостной стены. Расположена на гребне холма, восточнее дома номер 3 по улице Тимирязева. Ближайшими башнями являлись с юга Позднякова башня, а с северо-запада — не сохранившаяся до наших дней Стефанская башня. Между башнями Веселуха и Никольскими воротами расположен самый большой фрагмент старой крепостной стены.

## История
Возможно, строительством этой башни руководил сам Федор Конь, на что указывают особенности оформления бойниц башни.
Название «Веселуха» было дано башне по месту отдыха горожан на лоне природы: с неё открывается «весёлая панорама» — живописный вид на Днепр. С расположением на краю высокой луки связано другое, первоначальное, название башни — Лучинская.
Башня была окружена дополнительными укреплениями, а под фундаментом стены была сооружена галерея («слух», или тайник).
В 1633 году башня сильно пострадала в ходе осады Смоленска русской армией во главе с М. Б. Шеиным. В 1706 году башню защитили земляной насыпью и вплоть до конца XVIII века здесь сохранялись остатки «батареи», оборонявшей восточную часть крепости.
В 1780 году был проведён капитальный ремонт. А в конце XIX — начале XX вв. башня стала частью экскурсионного маршрута по городу. В 1941—1943 гг. лишилась крыши, что привело к быстрому ветшанию. В настоящее время отремонтирована и покрыта деревянной шатровой крышей.

## Галерея
- Дореволюционное фото башни